# MOS Technology

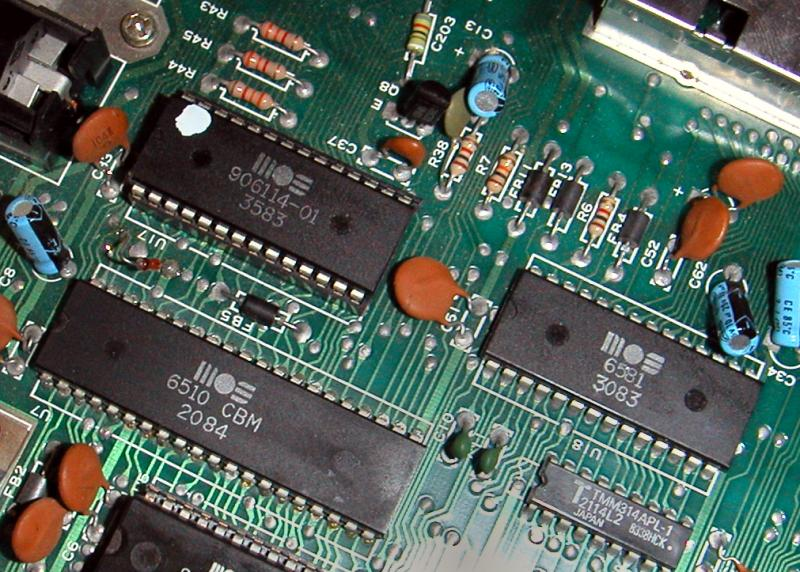
Teil einer C64-Platine mit einigen wichtigen Chips von MOS Technology, u. a. SID und einer 6510-CPU

MOS Technology, Inc., kurz MOS, später auch bekannt als Commodore Semiconductor Group (CSG), war ein Mikroprozessor- und Elektronikrechnerbauteile-Hersteller, bekannt besonders durch den 6502-Prozessor. Sie sollte nicht mit der Firma Mostek oder der MOS-Halbleitertechnik selbst verwechselt werden. MOS ist eine Abkürzung und steht für „Metal Oxide Semiconductor“.

## Gründung
MOS wurde 1969 als Tochterunternehmen des Herstellers von passiven Bauelementen, der Allen-Bradley Co., im Valley Forge Industrial Park in Pennsylvania gegründet. Die Produktpalette in der ersten Hälfte der 1970er Jahre waren in TTL- und MOS-Technik gefertigte Bauteile für den boomenden Taschenrechnermarkt, wie das 100-Bit-Schieberegister MTS1001, das 256-Bit-SRAM MCS2050, die Character-ROMs MOS2017 und MOS2020, das 90-Tasten-Keyboard-Encoder-Array MCS1009 sowie der Clock-Generator MTS2517, später die Taschenrechner-ICs MPS7529, MPS7530, MPS7541, MPS7542 und MPS7545 – teilweise Second-Source-Produkte für Texas-Instruments-Chips.

## Der 6502

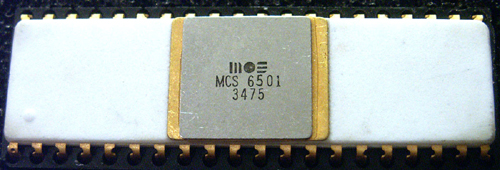
MOS-6501-Prozessor Woche 34, Jahr 75

Ein entscheidender Schritt für das Unternehmen war 1974 der Zugang von Bill Mensch, Chuck Peddle und sechs weiteren ehemaligen Motorola-Entwicklern, die bei ihrem ehemaligen Arbeitgeber im Auftrag der Firma Olivetti den 6800-Prozessor entwickelt hatten. Unzufrieden über die Preispolitik ihres ehemaligen Arbeitgebers und voller Ideen für die Verbesserung ihres Designs planten sie nun, einen ähnlichen Prozessor zu entwerfen, jedoch mit kleinerer Chipfläche und dadurch billiger, indem sie unnötige Register weglassen wollten, dafür aber sollte der Prozessor bessere Adressierungsarten erhalten. Heraus kam der MCS6501-Prozessor in NMOS-Technik, der 1975 für zwanzig US-Dollar (unter 1/10 des Preises der damaligen konkurrierenden Intel-Prozessoren) angeboten wurde. Da er pinkompatibel zum 6800-Prozessor war, wurde das Unternehmen MOS jedoch von Motorola verklagt und musste den 6501 wieder vom Markt nehmen.

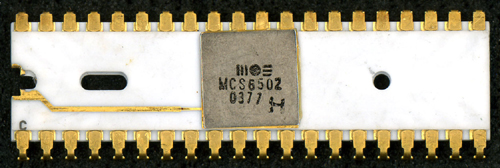
MOS-6502-Prozessor Woche 03, Jahr 77

Der gleichzeitig für 25 US-Dollar angebotene 6502 aber war nicht pinkompatibel und hatte im Gegensatz zum 6501 bereits einen integrierten Taktgenerator, weiterhin konnte er die Motorola-Peripheriechips nutzen und wurde – auch in verschiedenen Controllervarianten – zum großen Erfolg. Vorgestellt auf der WESCON75 (Western Electronic Show and Convention) wurde er dort u. a. von Steve Wozniak entdeckt und von ihm im Apple I und Apple II verwendet. Ebenso wurde er vom Chipentwickler Chuck Peddle im PET 2001 eingesetzt und später von Commodore im VC20, aber auch in Atari- und vielen anderen Homecomputern. Im Sommer 1976 stellte MOS das KIM-1-Microcomputersystem mit dem MCS6502 als CPU vor.

## Übernahme durch Commodore

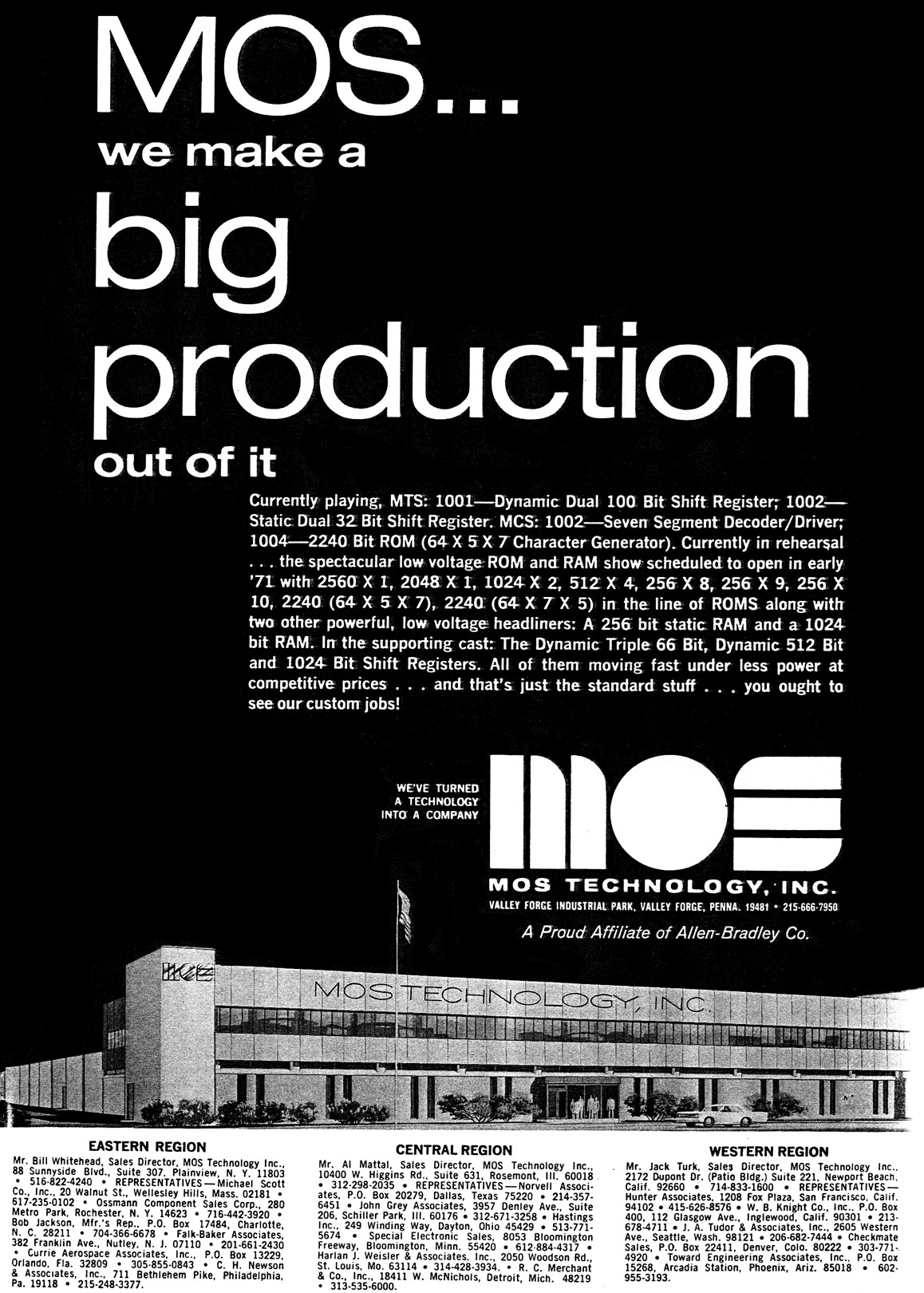
Produktwerbung von MOS Technology, 1970

Im September 1976 wurde das Unternehmen, das durch den Zusammenbruch des Marktes für Taschenrechnerchips und die Klage von Motorola in Schwierigkeiten gekommen war, von Commodore – zu diesem Zeitpunkt ihr größter Kunde der Taschenrechner-ICs – aufgekauft und produzierte fortan unter dem Namen „Commodore Semiconductor Group“ mit Hauptsitz in Norristown, Pennsylvania die meisten Chips für die Commodore-Produkte, wobei aus praktischen Gründen weiter der Aufdruck MOS auf den ICs verwendet wurde. Das Unternehmen versäumte es, die erfolgreiche 65XX-Prozessorlinie weiterzuentwickeln (was z. B. durch den bereits vor der Übernahme ausgeschiedenen William D. Mensch Jr. in der von ihm gegründeten Firma Western Design Center mit dem 16-Bitter 65816 sowie der stromsparenden 6502-CMOS-Version 65C02 erfolgte).
In der Commodore-Zeit entwickelte das Unternehmen nicht nur die diversen Varianten der 6502-CPU (siehe bei Commodore 64 und C128), sondern auch die zugehörigen Peripherie-Chips (u. a. den VIC, CIA und SID, der von Bob Yannes entworfen wurde). Für die Amiga-Modellreihe wurden neben den modifizierten CIA-Chips außerdem die Customchips gefertigt, die den Amiga hardwareseitig ausmachten.

## Nach Commodore
Zuletzt schaffte es das Unternehmen Ende der 1990er Jahre auf Grund von Chemikalienrückständen am Firmengelände im Montgomery County, Pennsylvania in die lokalen Schlagzeilen. Der Firmenstandort war seit 1989 wegen Grundwasserverschmutzungen mit Trichlorethen und anderer flüchtiger organischer Verbindungen bei der Environmental Protection Agency (EPA) als Problembereich gelistet.
Nach der Liquidation von Commodore im Jahr 1994 wurde die CSG an GMT Microelectronics Corporation verkauft. Diese betrieb in den Folgejahren am ehemaligen Firmenstandort die Chipfertigung bis zum Jahr 2001. Im Jahr 2001 wurde GMT wegen der Grundwasserverschmutzung und der damit verbundenen hohen Kosten liquidiert.

## Sonstiges
Verschiedene Firmen bauten die 6502-Prozessoren in Lizenz, z. B. Rockwell International (R6500) und Synertek (SY6502) oder Mitsubishi. Im Ostblock baute der bulgarische Hersteller KMT - Prawez (Комбинат по Микропроцесорна Техника Правец) den Chip ohne Lizenz unter der Bezeichnung CM630P nach, der Chip wurde in den Apple-II-Klonen der Prawez-8-Serie verwendet. In Japan wurde der 6502 von Ricoh (RP2A03) für Nintendo geklont. Dabei wurde zur Umgehung der Lizenzen auf die BCD-Arithmetik verzichtet.
Artikel zu einzelnen Chips der Firma:
- 6502 und Varianten (6507, 6510)
- ACIA (6551)
- CIA (6526, 8520/1)
- PIA (6520)
- RIOT (6532)
- SID (6581/2, 8580)
- TED (7360)
- TPI (6525)
- VDC (8563/8)
- VIA (6522)
- VIC (6560/1/2)
- VIC II (6567/9, 8562/5)
- Original Chip Set (OCS), Enhanced Chip Set (ECS), Advanced Graphics Architecture (AGA bzw. AA)
- Agnus (mit Blitter und Copper), Paula